# Pulaeus rimandoi
Pulaeus rimandoi är en spindeldjursart som beskrevs av Corpuz-Raros 1996. Pulaeus rimandoi ingår i släktet Pulaeus och familjen Cunaxidae. Inga underarter finns listade i Catalogue of Life.